# Töv
Töv (Төв аймаг med mongolisk kyrillisk skrift; med betydelsen "Centralprovinsen") är en provins i centrala Mongoliet, belägen runt huvudstaden Ulan Bator (huvudstaden hör dock till ett eget, självbestämmande stadsdistrikt). Totalt har provinsen 99 268 invånare (2000) och en areal på 74 000 km². Provinshuvudstad är Dzuunmod.

## Administrativ indelning
Provinsen är indelad i 27 distrikt (sum): Altanbulag, Arkhust, Argalant, Bayan, Bayankhangay, Bayandelger, Bayanjargalan, Bayanchandman, Bayantsogt, Bayan-Öndschüül, Bayantsagaan, Batsümber, Bornuur, Büren, Delgerkhaan, Erdene, Erdenesant, Jargalant, Lün, Möngönmort, Öndörshireet, Sergelen, Sümber, Tseel, Ugtaal, Zaamar och Zuunmod.